# Хади, Парвиз
Парвиз Хади (перс. پرویز هادی باسمنج‎, род. 16 ноября 1987) — иранский борец вольного стиля, призёр чемпионата мира. Двукратный победитель летних азиатских игр, трёхкратный чемпион Азии, призёр летней Универсиады.

## Биография
Борьбой начал заниматься с 2001 года. В 2012 стал серебряным призёром чемпионата мира среди студентов.
Выступает за борцовский клуб Тегерана. Тренер — Алиреза Резаи.
В 2012 и 2013 году два раза подряд одержал победу на чемпионате Азии. На универсиаде в Казани завоевал бронзовую медаль.
Два раза подряд побеждал на летних азиатских играх в Инчхоне и Джакарте.
В 2018 году в Будапеште стал бронзовым призёром чемпионата мира.